# Каравишень (зупинний пункт)
Каравишень (біл. Каравышань) — зупинний пункт Гомельського відділення Білоруської залізниці в Гомельському районі Гомельської області. Розташований у селищі Каравишень; на лінії Ліски — Кравцовка, між станцією Уть і зупинним пунктом 15 км.